# 五條代官所

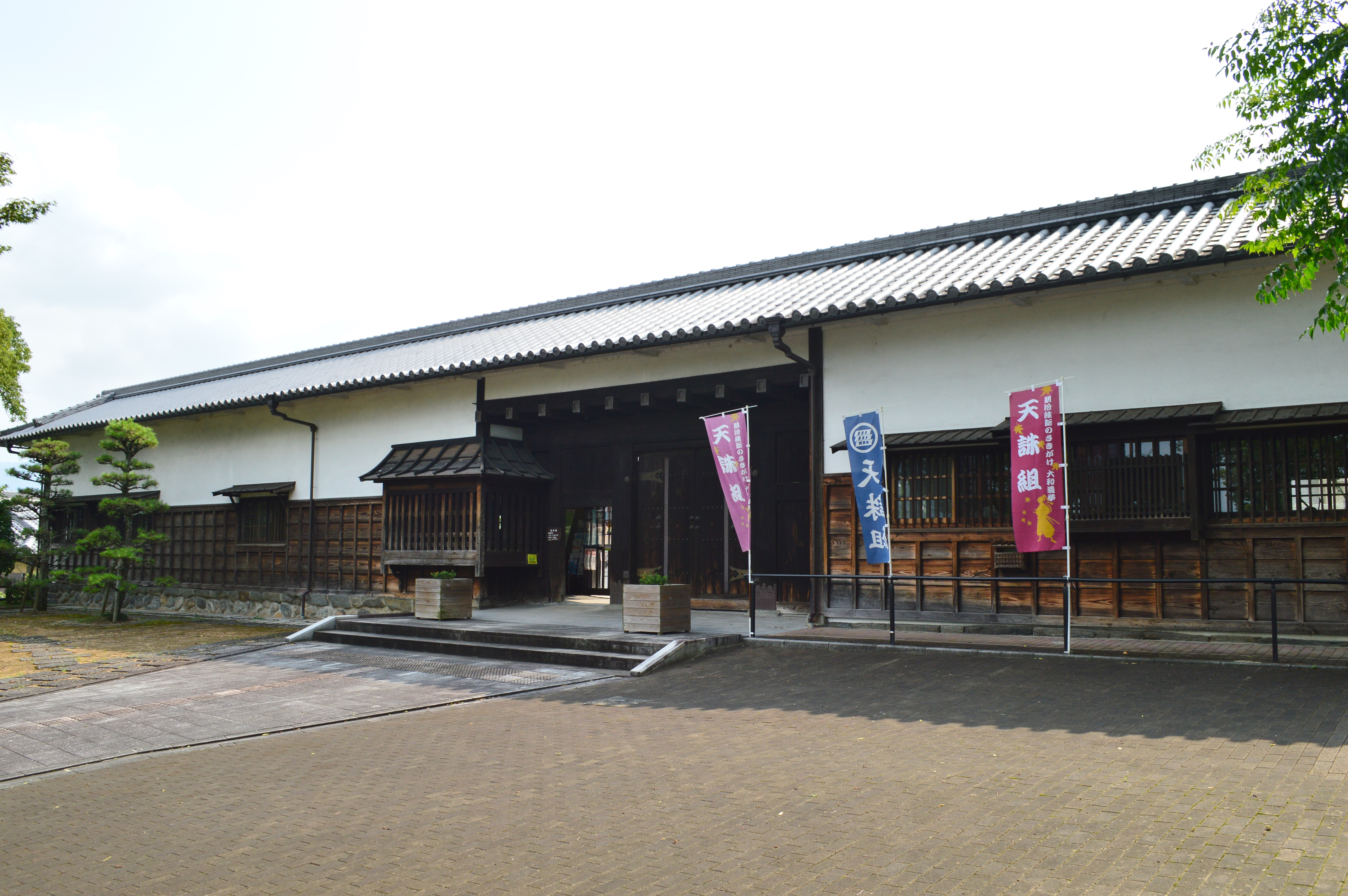
新町の旧五條代官所長屋門（五條市立民俗資料館）

五條代官所（ごじょうだいかんしょ）は、江戸時代後期に大和国宇智郡五條村（現在の奈良県五條市本町）に置かれた江戸幕府の代官所。幕末期の天誅組の変で襲撃を受けたことで知られる。事件後、代官所は近隣の新町村（五條市新町）に再建された。

## 歴史
寛政7年（1795年）に五條村に五條代官所が設けられた。
文久3年（1863年）、天誅組の変において五條代官所は襲撃され、代官の鈴木源内らが殺害された上、建物は放火された。
翌元治元年（1864年）10月に代官所は新町村（現在の五條市新町三丁目）で再建された。
明治3年（1870年）2月、新町村の旧五條代官所を県庁として五條県が設置され、旧五條代官所管轄地や旧旗本領を管轄した。

## 跡地

### 本町の代官所跡地
当初の五條代官所は、現在の五條市本町一丁目に所在した。この地点には2021年まで五條市役所が所在した（五條市役所は2021年11月に岡口一丁目に移転した）。この場所が天誅組の変の現場となった代官所跡地であり、五條代官所跡地を示す石碑がある。

### 新町の再建代官所跡地

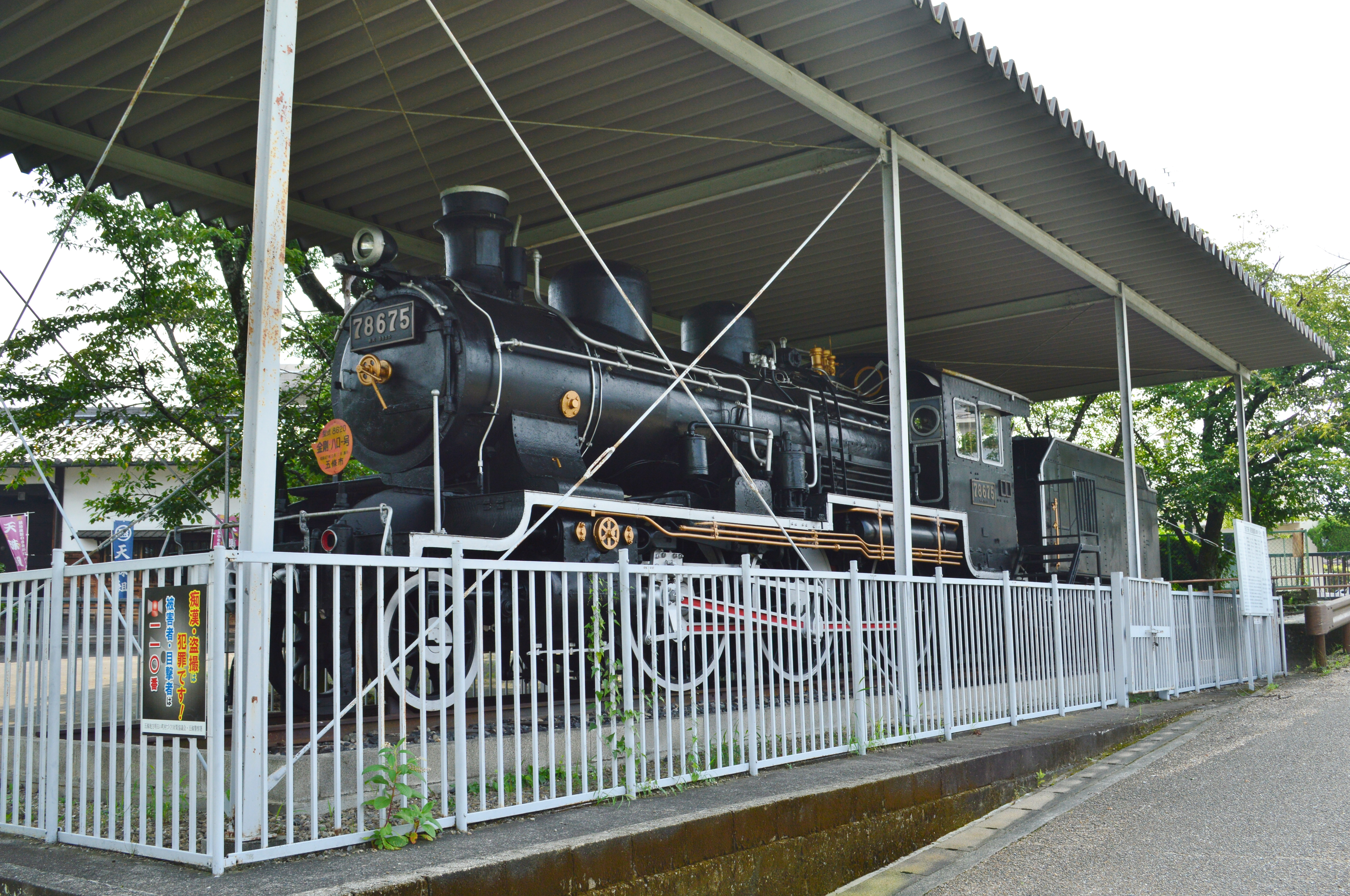
史跡公園の国鉄8620形蒸気機関車

天誅組の変後に再建された五條代官所は、現在の五條市新町三丁目、奈良地方裁判所五條支部の地点に所在した。明治維新後、代官所の建物は五條県庁となったのちに警察大屯所となり、1877年に五條区裁判所となって以後裁判所として利用された。
裁判所が改築した際に、かつての代官所正門であった長屋門と広場を五條市が譲り受けて整備し、長屋門を五條市立民俗資料館に、広場を史跡公園にした。長屋門（民俗資料館）は老朽化のために一時期閉館を余儀なくされたが、天誅組の変140周年に合わせて2003年に再整備が行われた。資料館では天誅組の変の資料などが展示されている。
史跡公園には「明治維新発祥の地」を示す石碑が立てられているほか、かつて和歌山線などで活躍した国鉄8620形蒸気機関車78675号機（愛称「金剛・ハロー号」）が保存されている。